# Seznam ekvadorskih tenisačev
Seznam ekvadorskih tenisačev.

## A
- Patricio Alvarado
- Carlos Avellán

## C
- Julio César Campozano

## E
- Gonzalo Escobar

## G
- Andrés Gómez
- Emilio Gómez

## L
- Nicolás Lapentti

## M
- Luis Morejón

## Q
- Roberto Quiroz

## R
- Charlotte Roemer

## Y
- Ricardo Ycaza